# 臺灣古狍
臺灣古狍（學名：Capreolus formosanus）是一種已滅絕的鹿科動物，化石發現於臺南市左鎮區。其种加词“formosanus”意为“台湾的”。